# 안병직
안병직(安秉直, 1936년 6월 28일 ~ )은 대한민국의 경제학자로 서울대학교 경제학부 명예 교수이자 사단법인 시대정신 이사장, 자유한국당 여의도연구원 이사장이다. 서울대학교 경제학과를 거쳐 동 대학에서 석사 학위를 수여 받았다.
뉴라이트 창시자로 일제 식민지 시대를 조선의 근대화 시기로 미화하였다.

## 활동
전공분야는 한국경제사로 특히 일제 식민지 시대에 관한 연구를 많이 했다. 그는 일제 식민지 시기 경제와 생활의 변화에 관한 연구논문을 발표해 기존 학계에 상당한 충격을 주었고 많은 갑론을박을 낳게 되었다. 그리고 1945년 이후 독립된 한국의 자본주의와 시장경제의 요소들이 일제 시기에 어떻게 형성되었는가에 관한 그의 논문 내용은 이후 식민지 근대화론이라고 불리기 시작하였으며, 이에 대해 안병직 교수는 통계와 역사적 자료를 기초로 한 사실이라고 주장하였다. 또한 기존 국사학계의 저항과 침략의 이분법적 시각으로는 그 시대의 변화상을 제대로 설명할 수 없으며 자본주의와 시장경제, 근대적인 제도와 요소들이 해방 이후 갑자기 떨어진 것이 아니라 일제 시기 형성된 것들이 있다며 이를 외면하는 것은 식민지라는 아픔 때문에 우리 역사가 창조한 것을 외면하는 것이라고 비판하였다. 다만 학계에선 아이러니하게도 그의 제자이기도 한 허수열 교수 등이 이에 대해 통계와 근거 자료를 바탕으로 허구가 많다고 반박하기도 했다.
본인 주장에 의하면, 1960년에 터진 4.19 혁명 이후 마르크스 경제학에 심취해 마오쩌둥의 이론을 참고하여 한국사회 성격을 '식민지 반봉건사회'로 인식하고 '식민지 반봉건사회론'를 저술해 민족해방(NL) 운동권에 많은 영향을 주었다고 한다. 그리고 이땐 한국경제를 미국과 일본의 식민지와 다를 바 없다고 생각했는데, 80년대 이후 한국경제성장을 보면서 기존 이념과 이론을 대신할 연구에 몰두하였다고 한다. 허나 이에 대해 비판론자들은 그가 이런 말을 하기 시작한 80년대 후반부터 이미 일본기업인 도요타재단의 지원을 받아 일본 학자와 공동연구를 수행한 사실 등을 언급하며, 결국 일본 우익들의 논리를 한국인 학자라는 그럴듯한 포지션 아래 충실히 대변해주고 있는 것 아니냐는 지적도 한다. 그러나 이런 비판은 오히려 좌파쪽의 학자들에게 부메랑이 되어 돌아왔는데 왜냐하면 대표적인 좌파학자 한홍구와 정대협 전 간부 정진성 교수등이 도요다 재단의 연구지원비로 연구를 수행했고 문재인 정부 외교안보특보 문정인 교수는 심지어 전범 사사카와 재단의 이사장을 역임했기 때문이다.
하여튼 이 과정에서 영국 등 선진자본주의의 발전양식과 서구의 종속 이론을 한국에 기계적으로 적용해 온 문제점을 인식하고, 한국과 같은 저개발국가들은 선진국의 자본과 기술을 흡수하여 발전한다는 캐치업(catch-up) 이론을 접하게 된다. 그리고 이후 한국자본주의는 세계자본주의와 연관되어 종속성을 띄면서도 독자적 발전과정을 걷는다는 '중진자본주의론'으로 선회하게 되었다.
그의 제자인 이영훈 등이 진행한 일명 '대안교과서 한국 근현대사' 집필에 참여하였다.

## 캐치업 이론
안병직이 말하는 **케치업 이론(Catch-up Theory)**은 알렉산더 거슈헹크론(Alexander Gerschenkron)의 후발국 산업화 이론을 한국 경제 발전에 적용한 개념이다. 안 교수는 1980년대 후반 일본에서 연구하며 이 이론을 접한 후, 한국이 선진국의 기술과 자본을 활용하여 빠르게 성장한 사례로 해석하였다. 그는 이를 바탕으로 중진자본주의론을 주장하며, 한국 경제가 식민지 근대화와 국가 주도의 산업 정책을 통해 후발국에서 중진국으로 발전했다고 설명하였다. 또한, 자율적 발전보다는 외부로부터의 기술 이전과 국가 개입이 핵심이었다고 분석하였다. 안 교수의 케치업 이론은 기존의 종속이론과 반봉건사회론을 비판하는 논리로 작용하였으며, 한국의 경제성장을 단순한 미국 종속이 아닌 적극적인 추격 전략의 결과로 해석한 것이 특징이다.

## 논란이 된 발언
- 1992년 월간 사회평론에서 <종군위안부와 근로정신대를 구별해야> 라는 제목의 글에서 "종군위안부와 근로정신대는 서로 다른 제도로 정신대에 징발되어 노동력만을 제공한 사람들이 오해를 받을 수 있고 이로 인해 정신적 피해를 받을 수 있기 때문에 이 둘을 구분해야한다"고 주장했다.[3][4]
- 2006년 12월 6일 그는 MBC <뉴스현장> '뉴스초점' 코너에 출연해 황헌 앵커와의 인터뷰에서 다음과 같이 발언해 논란이 있었다. “일제시대 공공연한 토지수탈은 없었다.", "위안부 강제동원했다는 객관적인 자료는 하나도 없다.", "위안부 영업자의 절반은 조선 사람이었다. 그들이 무슨 권력이 있어 동원했겠느냐.", "지배는 지배고 연구는 연구다. 강제지배를 하니까 연구가 안된다 그러면 말이 안되니까….", "오늘날 우리가 행복할 조건을 과거에 침략한 사람이 해주면 거부할 이유는 없다." 등의 발언을 하였다.[5]
- 2008년에는 독도에 대해 "사실 일본도 일본 것이라고 주장할만한 그들 나름대로의 근거를 가지고 있다. 그럼 현재 상황은 우리나라가 반드시 일본보다 법률적, 사료적 증거가 많다고 꼭 주장할 수가 없다." 라고 발언하였다.[6]
- 또한 그는 상해의 대한민국 임시 정부에 대해 "나라의 구성 요소인 주권, 영토 등이 없었다며 대한민국 임시 정부는 그저 독립단체였을 뿐이고 진짜 건국은 1948년이다"라는 주장을 펼치기도 했다.

## 주요 경력
- 1936년 경상남도 함안 출생
- 1965년 ~ 2001년 서울대학교 사회과학대학 경제학부 교수
- 1986년 ~ 1987년 동경대학 경제학부 교수
- 1990년 ~ 1992년 서울대학교 경제연구소 소장
- 2001년 ~ 서울대학교 경제학부 명예교수
- 2002년 일본 후쿠이 현립대학 대학원 특임교수
- 2006년 뉴라이트재단 이사장
- 2007년 9월 ~ 2008년 5월 한나라당 여의도연구소 이사장
- 2006년 4월 ~ 2010년 계간 시대정신 발행인, 사단법인 시대정신 이사장 (2008년에 뉴라이트 재단과 자유주의연대 통합)
- 2014년 10월 자유와창의교육원 석좌교수

## 같이 보기
- 뉴라이트
- 대한민국의 뉴라이트
- 사단법인 시대정신
- 계간 시대정신
- 시대정신
- 이영훈
- 낙성대학파
- 식민지 근대화론
- 식민지반봉건론
- 여의도연구원